# Kraft Bumbel
Kraft Bumbel (* 18. Oktober 1926 in Schönborn, Niederlausitz; † 1997) war ein deutscher Diplomat. Er war Botschafter der DDR in Sri Lanka, Singapur, den Malediven und Afghanistan.

## Leben
Bumbel besuchte die Grundschule und erlernte den Beruf des Bergmanns. Er besuchte die Luftwaffen-Unteroffiziersschule.
Nach Kriegsende qualifizierte er sich an der Arbeiter-und-Bauern-Fakultät der Bergakademie Freiberg und schloss ein Studium an der Hochschule für Ökonomie Berlin als Diplomwirtschaftler ab.
1959 trat Bumbel in den diplomatischen Dienst der DDR. 1959/1960 war er Mitarbeiter im Ministerium für Auswärtige Angelegenheiten der DDR (MfAA). Von 1960 bis 1964 war er als Sekretär für Presse an der DDR-Handelsvertretung in Indien tätig, von 1966 bis 1968 leitete er die Zweigstelle der DDR-Handelsvertretung in Madras. Von 1968 bis 1970 wirkte er als Generalkonsul in Colombo. Von 1970 bis 1973 war er wieder im MfAA tätig. Am 1. November 1973 wurde er Botschafter der DDR in Colombo. Er war als Botschafter von Mai 1974 bis September 1977 in Singapur und von 1974 bis 1978 in den Malediven zweitakkreditiert. Von 1977 bis 1979 war er Mitarbeiter der Abteilung Süd- und Südostasien im MfAA. Vom 26. November 1979 bis Juni 1982 war er Botschafter der DDR in Kabul. Von 1982 bis 1986 war er politischer Mitarbeiter im MfAA und vom  13. August 1986 bis 1989 erneut Botschafter in Afghanistan.
Bumbel war Mitglied der SED.

## Auszeichnungen
- Vaterländischer Verdienstorden in Bronze (1976) und in Silber (1986)